# Pomník 53. pomocnému technickému praporu
Pomník 53. pomocnému technickému praporu je žulový pomník, který se nachází na náměstí v centru ve Městě Libavá v pohoří Nízký Jeseník v okrese Olomouc v Olomouckém kraji.
Pomník připomíná zřízení 53. praporu PTP ve vojenském újezdu Libavá a byl odhalen 6. června 2002. Tvorbu pomníku inicioval Svaz Pomocných technických praporů – Vojenské tábory nucených prací České republiky (svaz PTP–VTNP). Od 1. září 1950 byly v socialistickém Československu zřízeny první pomocné technické prapory, které byly určeny pro „politicky nespolehlivé“ osoby podléhající brannému zákonu.

## Nápis na pomníku

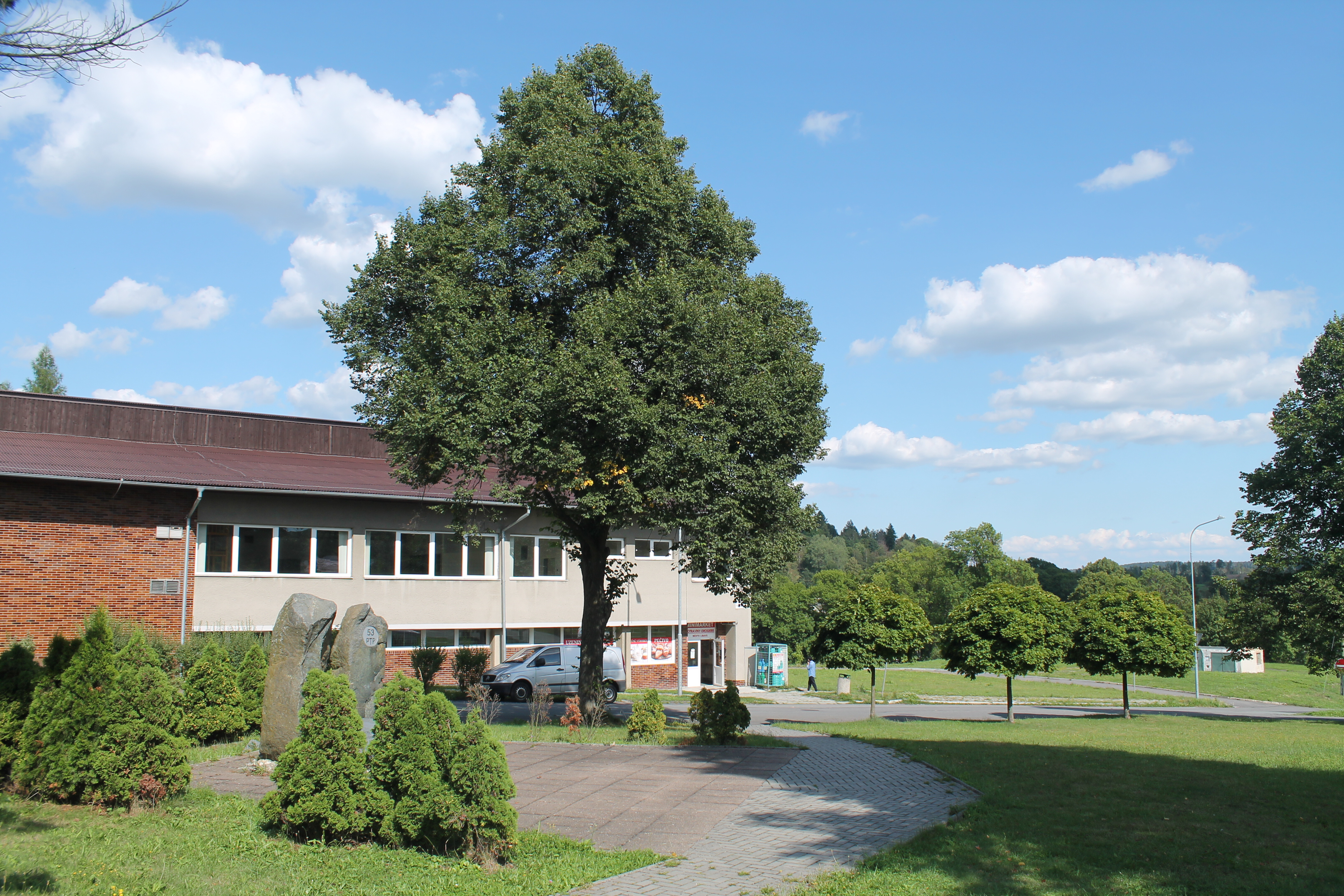
Náměstí s pomníkem

| „ | NA PAMÁTKU ZALOŽENÍ 53. PTP V MĚSTĚ LIBAVÁ VĚNUJE V TRVALÉ UPOMÍNCE NA DOBU KOMUNISTICKÉ TOTALITY. SVAZ VTNP–PTP | “ |